# Powiat Strasburg (Prusy Zachodnie)
Powiat Strasburg i. Westpr., Powiat Strasburg in Westpreußen, Powiat Strasburg (Westpr.), Powiat Strasburg (Westpreußen) (niem. Landkreis Strasburg i. Westpr., Landkreis Strasburg in Westpreußen, Kreis Strasburg i. Westpr., Kreis Strasburg in Westpreußen, od 1942 Landkreis Strasburg (Westpr.), Landkreis Strasburg (Westpreußen); pol. powiat brodnicki) – dawny powiat na terenie Prus, istniejący od 1818 do 1920. Należał do rejencji kwidzyńskiej, w prowincji Prusy Zachodnie. Siedzibą powiatu było miasto Brodnica (niem. Strasburg).

## Historia
Powiat powstał 1 kwietnia 1818 r. Od 3 grudnia 1829 do 1878 należał do prowincji Prusy. 1 października 1887 z części terenu powiatu utworzono powiat wąbrzeski. W latach 1920–1939 w wyniku ustaleń traktatu wersalskiego powiat należał do Polski. W latach 1939–1945 powiat należał do rejencji kwidzyńskiej w okręgu Gdańsk-Prusy Zachodnie.
W 1910 na terenie powiatu znajdowały się trzy miasta (Górzno, Lidzbark (niem. Lautenburg), Brodnica oraz 142 gminy.